# 알리 모하메드
알리 모하메드 알 파즈(프랑스어: Ali Mohamed Al Faz, 1995년 10월 7일 ~ )는 리갓 하알 클럽 마카비 하이파와 니제르 국가대표팀에서 미드필더로 활약하고 있는 니제르의 프로 축구 선수이다.

## 구단 경력

### 초기 경력
모하메드는 AS FAN에서 선수 생활을 시작하여 17세의 나이에 시니어 팀에서 데뷔했다. 2013년에는 보르도 유소년부에 입단하여 리저브 팀에서 간헐적으로 연습했다.

### 마카비 네타냐
2018년 1월 22일, 모하메드는 2019-20년 시즌이 끝날 때까지 마카비 네타냐와 새로운 계약을 체결했다. 새 계약에서 모하메드의 방출 조항은 250만 달러로 설정되었다.

### 베이타르 예루살렘
2019년 6월 10일, 모하메드는 베이타르 예루살렘과 3년 170만 유로의 이적료에 계약을 체결했다. 클럽과 계약하자마자 클럽 팬들 중 라파밀리아라는 한 종파가 모하메드가 기독교인임에도 불구하고 무슬림으로 들리는 자신의 이름을 변경해 달라고 청원했다.
11월, 모하메드는 공개 훈련 중 팬들로부터 인종차별적 학대를 당했다. 구단주인 모셰 호게그는 구단이 라파밀리아와 선수에게 인종 차별적 학대를 가한 것으로 밝혀진 구단 팬들에 대해 법적 조치를 취할 것이라며 모하메드를 지지했다.

## 국가대표팀 경력
2013년 9월 6일, 모하메드는 2014 FIFA 월드컵 예선에서 열린 부르키나파소와의 홈 경기에서 0-1로 패하며 니제르 국가대표팀 데뷔 전을 치렀다.

## 사생활
그의 이름은 자신의 무슬림 출신(고인 아버지의 신앙)이지만, 모하메드는 독실한 기독교인(어머니의 신앙)이라고 주장했다.
모하메드는 또한 2022년 8월에 1년간 이스라엘 거주 자격을 취득했다.